# Roseland (Luisiana)
Roseland es un pueblo ubicado en la parroquia de Tangipahoa en el estado estadounidense de Luisiana. En el Censo de 2010 tenía una población de 1123 habitantes y una densidad poblacional de 191,35 personas por km².

## Geografía
Roseland se encuentra ubicado en las coordenadas 30°45′50″N 90°30′38″O / 30.76389, -90.51056. Según la Oficina del Censo de los Estados Unidos, Roseland tiene una superficie total de 5.87 km², de la cual 5.38 km² corresponden a tierra firme y (8.38%) 0.49 km² es agua.

## Demografía
Según el censo de 2010, había 1123 personas residiendo en Roseland. La densidad de población era de 191,35 hab./km². De los 1123 habitantes, Roseland estaba compuesto por el 31.97% blancos, el 66.07% eran afroamericanos, el 0.45% eran amerindios, el 0.18% eran asiáticos, el 0% eran isleños del Pacífico, el 0.18% eran de otras razas y el 1.16% pertenecían a dos o más razas. Del total de la población el 1.07% eran hispanos o latinos de cualquier raza.